# Johanniter International

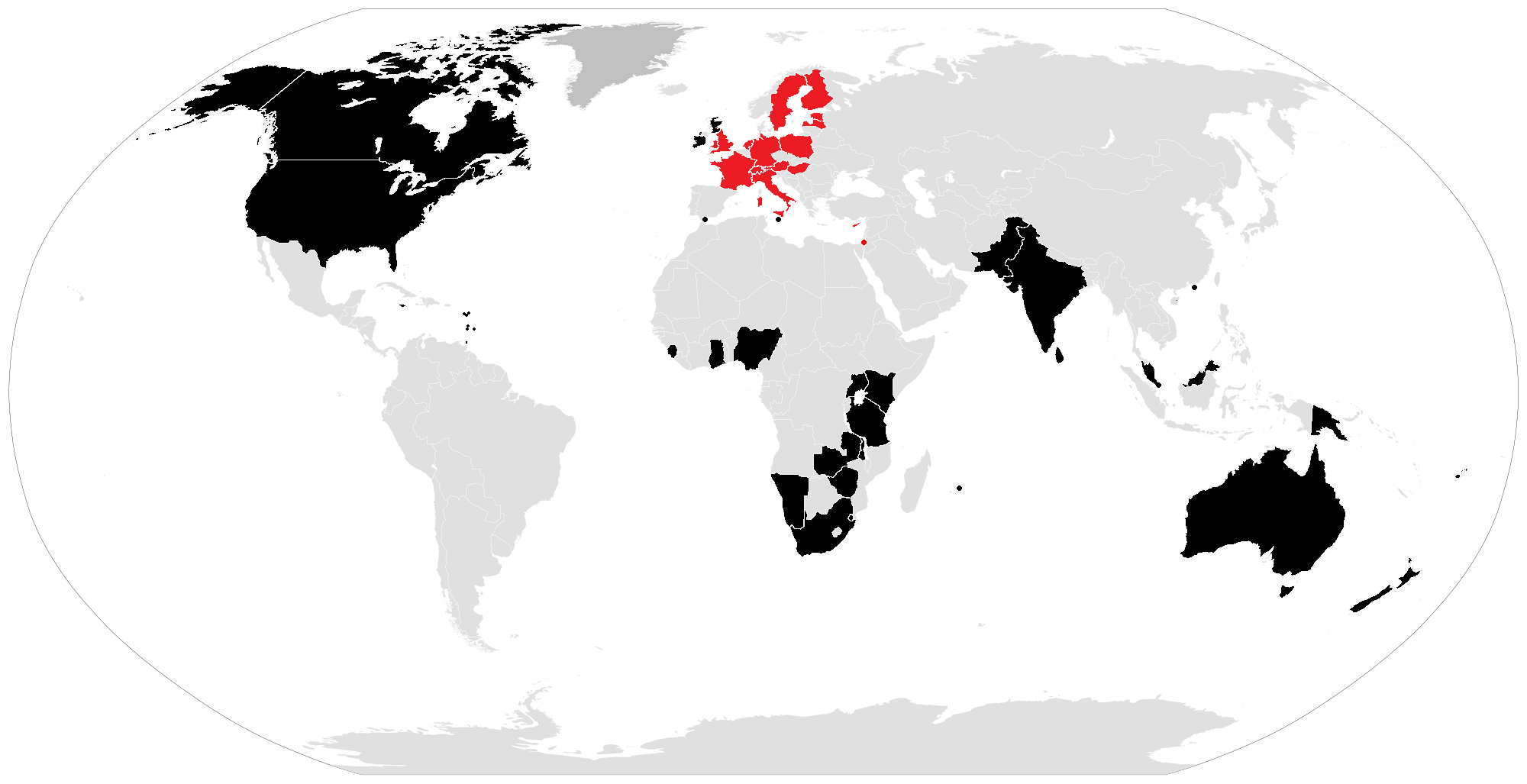
Mitgliedsorganisationen (rot) und weitere Johanniter-Kooperationspartner (schwarz)

Johanniter International (JOIN) ist die Partnerschaft von 16 nationalen in Europa sowie in Israel ansässigen Wohltätigkeitsorganisationen, die auf den Johanniterorden zurückgehen, und der vier in Europa tätigen protestantischen Johanniterorden – dem Order of Saint John in England, dem Johanniterorden Ballei Brandenburg in Deutschland, dem Johanniter Orde in Nederland in den Niederlanden und dem Johanniterorden i Sverige in Schweden.
Das Hauptziel der Organisation mit Sitz in Brüssel besteht in der Interessensvertretung der Johanniterhilfswerke gegenüber europäischen und internationalen Organisationen und in der Förderung internationaler Projekte und Arbeitsgruppen.

## Geschichte
Johanniter International wurde im Jahr 2000 gegründet. Seit 2006 ist die Organisation eine Vereinigung ohne Gewinnerzielungsabsicht mit 16 Mitgliedsorganisationen.

## Mitgliedsorganisationen
Die Mitgliedsorganisationen von Johanniter International setzen sich für soziale Wohlfahrt und humanitäre Hilfe ein, wobei sowohl hauptamtliche als auch ehrenamtliche Mitarbeiter tätig sind. Tätigbereiche sind u. a. Notfallrettung, Krankentransport, Erste Hilfe, Erste-Hilfe-Ausbildung, internationale humanitäre Hilfe, Jugendarbeit, Lebensmittel- und Kleiderspenden, Bildungseinrichtungen, Rücktransport im Krankheitsfall, Angebote für Menschen mit Behinderung und Altenpflege. Die Dienste der JOIN-Mitgliedsorganisationen gehen auf deren christlichen Traditionen zurück und stehen allen offen.
- Dänemark: Johanniterhjælpen
- Deutschland: Johanniter-Unfall-Hilfe
- England: St John Ambulance in England
- Finnland: Johanniterhjälpen i Finland
- Frankreich: Association des oeuvres de Saint-Jean
- Italien: Soccorso dell'Ordine di San Giovanni Italia
- Jerusalem: St John Eye Hospital Group
- Lettland: Sveta Jana Palidziba
- Malta: St John Malta
- Niederlande: Johanniter Nederland
- Österreich: Johanniter-Unfall-Hilfe
- Polen: Joannici Dzieło Pomocy
- Schweden: Johanniterhjälpen
- Schweiz: Oeuvre d’Entraide de la Commanderie Suisse de l’Ordre de St Jean
- Ungarn: Johannita Segitö Szolgála
- Zypern: St John Association and Brigade

## Tätigkeiten
Das Büro von Johanniter International in Brüssel nimmt auf Anfrage und im Auftrag der Mitgliedsorganisationen regelmäßig an verschiedenen Sitzungen auf europäischer Ebene teil, beispielsweise in den Bereichen humanitäre Hilfe, Entwicklungszusammenarbeit, Katastrophenschutz, Pflege, Jugend, Forschung und Innovation.
Das Büro fungiert auch als Kommunikations- und Informationszentrum der Mitgliedsorganisationen, beispielsweise u. a. durch die Veröffentlichung eines monatlichen Newsletters sowie durch die Bearbeitung von Anfragen der Mitglieder zu europäischen Themen.
Darüber hinaus ermittelt das JOIN-Büro relevante EU-Finanzierungsmöglichkeiten für seine Mitglieder und vernetzt NRO-Partner mit Brüsseler Büros der nationalen und regionalen Vertretungen sowie zu in Brüssel tätigen Mitgliedern des Johanniterordens. Weitere Aufgaben beinhalten die Koordination und Moderation der Aktivitäten der Mitglieder in den verschiedenen ständigen Arbeitsgruppen und anderen Meetings.

### Arbeitsgruppen
Derzeit bestehen die vier ständige Arbeitsgruppen „Ehrenamt und Jugend“, „Medizinische Zusammenarbeit“, „PR, Marketing & Kommunikation“ und „Fundraising“. Eine wichtige Rolle spielen die Arbeitsgruppen für die Förderung des Austausches und der Kommunikation der Mitglieder, der Zusammenschluss von Ressourcen innerhalb des Netzwerkes, insbesondere bezüglich der Entwicklung und Realisierung neuer Projekte. Die Arbeitsgruppen treffen sich regelmäßig mindestens ein Mal jährlich persönlich und halten außerdem regelmäßig Online- und Telefonkonferenzen ab.
Die Arbeitsgruppe „Ehrenamt und Jugend“ befasst sich mit Fragen des Ehrenamts und der Jugendarbeit, einschließlich des Austauschs von Freiwilligen und Jugendlichen zwischen JOIN-Mitgliedern. Zudem thematisiert die Arbeitsgruppe gesetzliche Richtlinien, die Beschäftigung von ehrenamtlichen Mitarbeitern, sowie gemeinsame Interessen und Angebote der JOIN-Mitglieder an Jugendliche wie Erste-Hilfe-Ausbildungen und Wettbewerbe sowie Jugendaustausch. Seit 2011 findet der internationale Austausch der Freiwilligen des JOIN-Netzwerks, genannt „Volunteer Swap“, jährlich statt
Die Arbeitsgruppe „PR, Marketing & Kommunikation“ behandelt alle Themen, die die Pressearbeit von JOIN, die Website, Veröffentlichungen sowie Corporate Identity (CI) und Corporate Design (CD) betreffen.
Die Arbeitsgruppe „Medizinische Zusammenarbeit“ widmet sich der gesamten klinischen und medizinischen Zusammenarbeit. Die Arbeitsgruppe besteht aus leitenden Ärzten der JOIN-Mitglieder und hat zum Ziel, Informationen über medizinische Entwicklungen innerhalb der JOIN-Organisationen sowie auf der jeweiligen nationalen Ebene auszutauschen. 2019 veröffentlichte die medizinische Arbeitsgruppe die ersten "Europäischen Leitlinien für Erste Hilfe", in fünfzehn Sprachen.
Die „Arbeitsgruppe Fundraising“ etablierte sich um bewährte Verfahren und Kenntnisse in Bezug auf Mittelakquisition, Fördermittelmanagement und andere verwandte Themen auszutauschen.